# Северноафриканска невестулка
Северноафриканската невестулка (Ictonyx libycus) е вид бозайник от семейство Порови (Mustelidae).

## Разпространение и местообитание
Разпространен е в Алжир, Буркина Фасо, Египет, Еритрея, Западна Сахара, Либия, Мавритания, Мали, Мароко, Нигер, Нигерия, Сенегал, Судан, Тунис и Чад.